# СберЗдоровье
СберЗдоровье (до 2020 года — DocDoc) — российская компания, предоставляющая цифровые медицинские сервисы, среди которых запись в клинику, к врачу или на диагностику, онлайн-консультирование (телемедицина), дистанционный мониторинг пациентов с хроническими неинфекционными заболеваниями, медицинское обслуживание корпоративных клиентов и др. Входит в индустрию здоровья «Сбера». 
Компания «СберЗдоровье» создана на базе компании-разработчика DocDoc, вошедшей в группу компаний «Сбербанк» в 2017 году.

## История
Компания DocDoc была создана в начале 2012 года предпринимателями Дмитрием Петрухиным и Дмитрием Васильковым. В марте 2012 года сервис начал работу как коммерческий проект, а в мае компания получила инвестиции от фонда Aurora Venture Capital в размере 1 млн долларов на развитие проекта. В 2012 году журнал «Эксперт» сообщил о том, что один из крупнейших российских поисковиков вёл переговоры с компанией о включении сайта docdoc.ru в сервисы поисковика.
На конец 2012 года база состояла из 2000 врачей из 70 клиник. В августе 2013 года поисковик «Яндекс» интегрировал в свои сервисы по поиску врачей сайт docdoc.ru. В 2013 году вызов врача на дом через сервис составлял порядка 10 % от всех записей к врачу. В марте 2016 года инвестиционный фонд Guard Capital вложил в развитие компании 4 миллиона долларов.
В 2017 году 79,6 % компании приобрёл «Сбербанк России», оставшиеся 20,4 % компании остались у её основателя Дмитрия Петрухина и менеджмента компании. Стоимость сделки по приобретению «Сбербанком» доли в компании, по утверждению газеты «Ведомости», составила до 1 миллиарда рублей.
В октябре 2019 года компания получила медицинскую лицензию, которая позволяет нанимать собственный медицинский персонал.
В октябре 2020 года «Сбер» приобрел 45% сервиса «Еаптека», который был интегрирован в экосистему «Сбера» и в «СберЗдоровье» в том числе . 
17 июня 2020 года компания DocDoc был переименована в «СберЗдоровье». 
Также в 2020 году начала работу платформа по дистанционному мониторингу состояния пациентов с хроническими заболеваниями. В 2022 году проекты дистанционного мониторинга совместно с региональными властями были реализованы более чем в 50 регионах РФ. Общее количество пациентов, подключенных к сервисам удаленного наблюдения превысило 200 тысяч человек.
В январе 2021 года «СберЗдоровье» был подключен к ЕГИСЗ, что позволило россиянам записываться на прием к врачам в частные клиники, подключенные к сервису, через «Госуслуги».
В феврале 2021 года «СберЗдоровье» объявил об открытии первой клиники телемедицины в Москве.
В декабре 2022 года гендиректором компании стал Денис Швецов.
В феврале 2023 года «СберЗдоровье» вышел на рынок медицинских устройств и выпустил «умный» тонометр под собственным брендом с подпиской на удаленное наблюдение врача.

## Деятельность
Компания предоставляет бесплатный сервис записи к врачу, поиска диагностических центров, вызова врача на дом, записи пациентов к врачу по полису ДМС, телемедицины, медицинского корпоративного обслуживания и тд.. После покупки доли в компании эксперты Сбербанка объявили приоритетными направлениями развитие телемедицины, медицинской карты и доставки лекарств на дом.
В июле 2020 года «СберЗдоровье» и облачная платформа SberCloud запустили совместный пилотный проект по распознаванию снимков компьютерной томографии легких. В проекте используются алгоритмы искусственного интеллекта (ИИ), которые способны определять по снимку пораженные участки дыхательной системы. Сервис не ставит диагноз и предоставляет показания, исключительно для ознакомления.
В декабре 2020 года «СберЗдоровье», «СберМед ИИ» и «Лаборатория по искусственному интеллекту» запустили онлайн-сервис по определению вероятного диагноза с помощью ИИ. Точность предполагаемого диагноза варьируется от 75 до 91 % в зависимости от объема информация о симптомах, которую предоставляет пациент.
В октябре 2021 года «СберЗдоровье» стал участником экспериментального правового режима, в результате которого Минэкономразвития РФ может разрешить медицинским учреждениям дистанционно ставить диагноз без очной консультации.
В сентябре 2022 года в Новосибирске начал работу сервис по психологической поддержке приемных семей, в реализации которого приняли участие «СберЗдоровье», Сибирский банк Сбербанка, Министерство труда и социального развития Новосибирской области, ГК «Расцветай».
В октябре 2022 года «СберЗдоровье» совместно с фондом «Не напрасно» запустил онлайн-консультировании по вопросам онкологии.
В ноябре 2022 года «СберЗдоровье» запустил сервис для пациентов с гипертонией «Умный мониторинг», включающий в себя тонометр, передающий показатели персональному врачу. 
Компания проводит ежегодную премию для врачей «Хороший доктор». Лауреаты премии определяются на основании пользовательских оценок, оставленных в сервисе.

### Показатели деятельности
В июне 2014 года журнал Forbes рассказал о том, что стоимость компании DocDoc, после погашения второго раунда инвестиций, выросла в 4 раза и составила 16 млн долларов.
В августе 2014 года исследовательский центр «РБК. Research» провёл исследование, в результате которого было выявлено, что сервис компании DocDoc занимает более 50 % рынка в Москве.
В 2017 году, по оценкам экспертов, стоимость компании DocDoc составила от 1,5 до 2 миллиардов рублей.
По данным СПАРК-Интерфакс, выручка компании DocDoc в 2018 году составила более 457 млн рублей, а чистый убыток — 63,1 млн рублей.
За три года с момента приобретения сервиса «Сбербанком» оборот компании вырос в десять раз — до 1,5 млрд руб.
К концу 2020 года общее число клиентов «Сберздоровья» составляло более 7,5 млн человек. Выручка компании в 2020 году составила 2,1 млрд рублей.
В июне 2021 года платформа "СберЗдоровья" работала в 36 регионах РФ.
К октябрю 2021 года число клиентов составило 14,3 млн человек.
В 2022 году агентство SmartRaking составило рейтинг российский medtech-компаний, в котором «СберЗдоровье» занял первое место.
Выручка компании в 2022 году составила 5,2 млрд рублей.

## Телемедицина
В 2018 году компания начала развивать направление телемедицины — онлайн-консультации с врачами.
В рамках телемедицинской платформы доступны услуги врачей 25 специальностей. 
У пользователей платформы, помимо этого, есть возможность вести собственный «дневник здоровья» в личном кабинете сайта или приложения «СберЗдоровье».
Компания участвует в цифровизации регионов России. Платформа позволяет улучшить качество мониторинга больных с хроническими заболеваниями (гипертония, диабет) за счет технологий удаленного контроля за состоянием пациентов.
В марте 2021 года «СберЗдоровье» и Медицинский университет им. Сеченова разработали программу обучения врачей особенностям работы в телемедицине. 
В феврале 2021 года «СберЗдоровье» открыл телемедицинскую клинику, в которой работают врачи, удаленно консультирующие пациентов.
К маю 2022 года в проекте телемедицинских услуг участвует более 6700 частных клиник.

## Достижения компании
- Победитель конкурса «Рейтинг Рунета — 2012» (второе место в номинации «Красота и здоровье»)[50];
- Победитель конкурса стартапов журнала Forbes — 2013 (второе место)[51];
- В 2014 году компания вошла в рейтинг «Лучшие стартап команды России» журнала «Коммерсант — Секрет фирмы»[52];
- В 2020 году приложение "СберЗдоровья" было отмечено за функционал и удобство Роскачеством и Росздравнадзором в рамках анализа «Лучших приложений для онлайн-консультаций с врачом»[53];
- В 2021 году ООО «Сберздоровье» выиграло конкурыс «Золотой сайт» и «Золотое приложение» в номинациях[54]:
  - Коронавирус (проекты, приложения, которые помогли в период пандемии);
  - Медицинская компания;
  - Приложение для здоровья;
- В 2021 году «СберЗдоровье» получил награду «Приоритет-2021» в номинации «Медицина и здравоохранение» за телемедицинское решение[55];
- Директор по развитию «СберЗдоровья» Дмитрий Домарев стал лауреатом премии «Технологический прорыв-2022» с проектом «Дистанционный мониторинг пациентов с хроническими заболеваниями с помощью носимых устройств»[56];
- В марте 2023 года были подведены итоги конкурса «Золотое приложение 2022», в котором приложение «Умный мониторинг Здоровья» победило в номинации «Неожиданное решение»[57].